# 변신 (만화)
변신(変身, Henshin, Metamorphosis, 부제: Emergence)는 미국-일본 만화가 신도 L(Shindo L)이 쓴 헨타이 만화이다. 처음에 코믹 X-에로스(Comic X-Eros)를 통해 2013년에서 2016년 사이에 출판되었으며, 암울하고 우울한 스토리라인으로 인해 온라인에서 인터넷 밈이 되었다.

## 출판
변신은 2013년 7월 26일부터 2016년 3월 26일까지 코믹 X-에로스(Comic X-Eros)에서 일본에서 처음 연재되었다. 이후 2016년 5월 31일에 단행본 형식으로 출판되었으며, 2016년 6월 30일에 문고판이 출판되었다. 2016년 10월 27일 디지털 방식으로, 2017년 2월 오프라인 방식으로 출판되었다. 2022년 12월 출시 예정인 애니메 엑스포 2022에서 "하드 에디션"(Hard Edition)이라는 부제의 양장본이 발표되었다.

## 평가
평론가들은 변신이 읽기에 매우 우울하고 혼란스럽다고 설명했지만, 스토리라인과 편집 품질도 칭찬했다. "만화 성역"의 스태프 평론가는 섹스 장면이 범법적인 것 외에는 아무런 목적도 없는 것처럼 보인다고 비판하고 작품의 가치에 의문을 제기하며 근본적인 메시지나 도덕을 보지 못하면서 더 비판적이었다.
일부 만화가는 변신을 기반으로 파생 작품을 만들었다. 가장 주목할만한 것은 죠죠의 기묘한 모험의 히가시카타 죠스케가 사키를 구하는 대체 엔딩이다.

## 분석
신도 L은 동명의 단편 소설에서 영감을 받아 제목을 생각할 때 "원래 카프카를 염두에 두었다"고 주장하며 변신을 둘러싼 어두운 테마와 플롯을 비교했다. 그는 또한 비참한 여성 주인공의 "매력"을 묘사하기 위해 변신을 의도했다고 만화의 후기에 썼다.

## 출판
- 틀:Cite comic
- 틀:Cite comic